# Campionati del mondo di ciclocross 1961
I Campionati del mondo di ciclocross 1961 si svolsero ad Hannover, in Germania Ovest, il 19 febbraio.

## Medagliere
| Pos.   | Nazione        | Oro | Argento | Bronzo | Totale |
| ------ | -------------- | --- | ------- | ------ | ------ |
| 1      | Germania Ovest | 1   | 0       | 0      | 1      |
| 2      | Italia         | 0   | 1       | 0      | 1      |
| 3      | Francia        | 0   | 0       | 1      | 1      |
| Totale | Totale         | 1   | 1       | 1      | 3      |

## Sommario degli eventi
| Eventi         | Oro                           | Tempo    | Argento             | Tempo | Bronzo                  | Tempo   |
| Uomini         |                               |          |                     |       |                         |         |
| Elite dettagli | Rolf Wolfshohl Germania Ovest | 1:04'26" | Renato Longo Italia | a 14" | André Dufraisse Francia | a 1'28" |